# Meeffe
Meeffe is een deelgemeente van de Belgische gemeente Wasseiges, provincie Luik. Tot 1 januari 1977 was het een zelfstandige gemeente.

## Geografisch
Meeffe wordt bevloeid door de Soile, een riviertje dat enkele kilometers verderop, te Ambresin, de Mehaigne vervoegt. De samenloop van de Rhée en de Soile ligt in het centrum van Meeffe, vlak bij de Rue Grande.

## Geschiedenis
Tijdens het neolithisch tijdperk werd in de omgeving silex ontgonnen. Muntvondsten en sporen van een villa zouden op bewoning in de Gallo-Romeinse periode duiden.
Meeffe moet al zeer vroeg tot de eigendommen van de kerk van Luik behoord hebben. In 1155 wordt “Mafia” (= “slecht water”) als Luiks bezit vermeld. De hoeve van “Malfia” wordt in 1179 in het cartularium van de Sint-Laurentiusabdij van Luik vernoemd.
Het dorp maakte deel uit van het graafschap Moha en werd, nadat de graven van Namen een deel van Moha hadden ingelijfd, een Luikse enclave in Naams grondgebied.
Meeffe was de hoofdplaats van een ban, die ook het nabijgelegen Forville en de gehuchten Seron en Seressia omvatte.
De prins-bisschop van Luik had te Meeffe een meier en schepenen, die zetelden op het kasteel van Seron.
Als Luikse enclave binnen het graafschap Namen werd Meeffe slechts zelden over het hoofd gezien in tijden van conflict. In 1276, tijdens de Oorlog van de Koe, werd het dorp door Brabantse troepen in de as gelegd. Op 31 oktober 1323 beloofde de stad Tongeren een schenking van 3000 pond aan de prins-bisschop van Luik, waarvan 500 pond aan de vicedeken diende doorgestort te worden “om een nieuw fort te bouwen te Meffe”. Het oude was toen waarschijnlijk door soldaten vernield. In 1347, even na de Slag bij Waleffes, werd Meeffe, op last van de hertog van Brabant, nog eens met de grond gelijk gemaakt. Op 10 juli 1430, op het ogenblik dat Luik de oorlog verklaarde aan de hertog van Bourgondië, stuurde deze laatste 80 ruiters naar Meeffe om het dorp plat te branden. Op 7 september 1465 waren het de troepen van Filips de Goede, die eerst de priorij en later het hele dorp verwoestten. Op 18 november 1652 doodden soldaten in dienst van de hertog van Lotharingen enkele boeren en brandden ze verschillende huizen plat. Op Pinksterdag 1692 was het de beurt aan de Fransen om Meeffe in brand te steken. Slechts zes huizen ontsnapten bij die gelegenheid aan de vlammen.
In 1619 werd de heerlijkheid verpand aan Maria Nollens, erfgename van Seron en weduwe van de gewezen meier van Meeffe Jean de Hemricourt de Wotrange (+1611). De heerlijkheid bleef in handen van de familie de Hemricourt tot het einde van het ancien régime. Denis Barthold de Hemricourt (1737-1793), echtgenoot van Albertina van Rossom, was de laatste heer van de ban van Meeffe.
Vanaf 1092 had de abt van de Sint-Laurentiusabdij te Luik – die ook tiendenheffer was in het dorp – het begevingsrecht van de Onze-Lieve-Vrouwkerk van Meeffe. De pastoor van Meeffe benoemde op zijn beurt de pastoors van Waret-l’Evêque en Acosse en hief in die plaatsen de tienden.
In Meeffe stond een abdij die Saint-Sévère heette waarvan de oorsprong terug gaat tot de 7e of 8e eeuw. Ze werd door bisschop Francon gerestaureerd na de verwoesting door de Noormannen in het begin van de 10e eeuw. Na het verval van de abdij bij gebrek aan bewoners stond de bisschop van Luik in 1149 de jurisdictie af en werd het klooster een eenvoudige priorij onder de benedictijnenabdij van Sint-Laurentius in Luik. De priorij raakte in verval in 1717 en werd toen opgeheven. Sindsdien is het landgoed een eenvoudige boerderij die bekend staat als de Ferme du Prieuré.
Naast deze Priorijhoeve bezat de Sint-Laurentiusabdij van Luik ook de hoeve van Buay. Ook de abdijen van Sint-Lambertus (Luik), Aulne (Gozée), Neufmoustier (Hoei) en Val-Notre-Dame (Antheit) hadden bezittingen in het dorp.
Het vergt enige inspanning om in het ingeslapen landbouwdorp van vandaag de in vredestijd vrij bedrijvige grensplaats uit het ancien régime te herkennen. In de 14e eeuw gold op de graanmarkten de maat van Meeffe als referentie. Al in 1278 wordt te Meeffe een markt vermeld en omstreeks 1380 hield Ruffinus Pelette, een uit Asti afkomstige bankier, er een bank van lening.

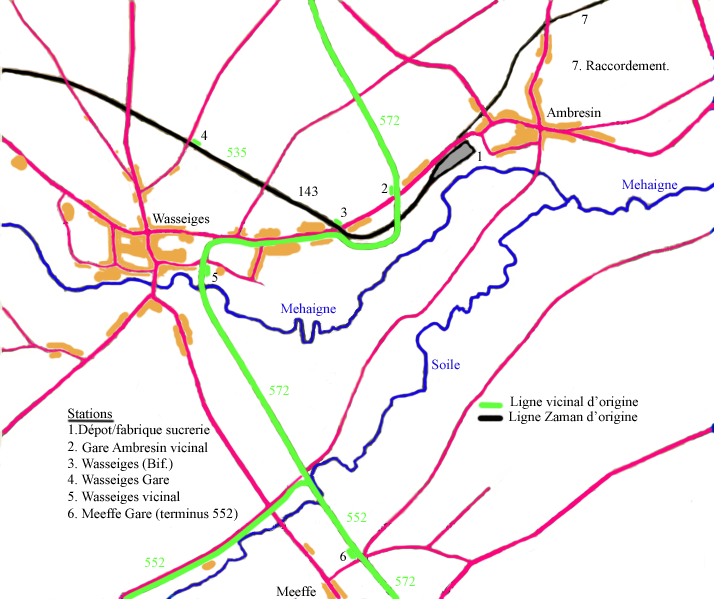
De (buurt)spoorlijnen in de streek.

Ook in de 19e eeuw was de plaats nog een bescheiden regionaal centrum. In 1805 beschikte Meeffe over zowel een dokter als een apotheker en in 1830 vond men er een bloem- en een oliemolen, twee brouwerijen en drie weefgetouwen. In 1896 waren er in het dorp twee smidsen, een molen, acht zagerijen, drie schrijnwerkerijen en verscheidene vaklui in de kledingsector actief. 
De Nationale Maatschappij voor Buurtspoorwegen maakte van Meeffe het eindpunt voor twee niet onbelangrijke tramlijnen : Namen-Meeffe en Hannuit-Meeffe. De laatste tram reed in 1960 en de tramlijnen werden vervangen door buslijnen. Het dorp was bovendien de laadplaats voor de plaatselijk intensief verbouwde en voor de suikerfabriek van Ambresin bestemde suikerbiet.
Vandaag beschikt Meeffe nog over één kruidenierswinkel en één café met een feestzaal waar af en toe theaterstukken in het Waals worden opgevoerd. Een belangrijk deel van de bevolking leeft van de landbouw (vooral graan- en suikerbietenteelt). Daarnaast is er enig toerisme (hoevevakanties) en een artisanaal steenhouwersatelier. Een steeds groter wordend aantal inwoners werkt buiten de dorpsgrenzen.

## Bezienswaardigheden

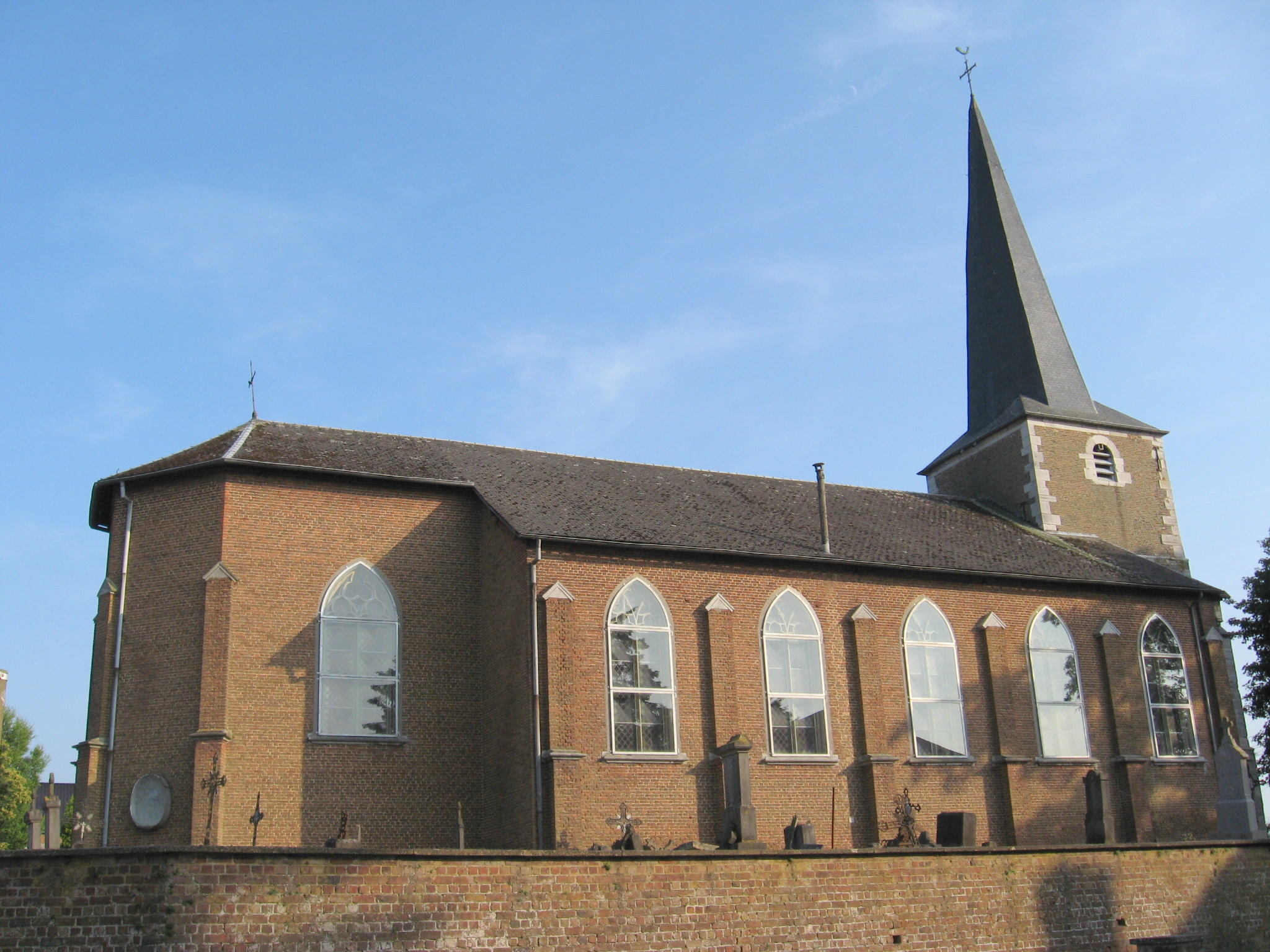
Onze-Lieve-Vrouw Hemelvaartskerk

- De Onze-Lieve-Vrouw Hemelvaartkerk (Église Notre-Dame de l'Assomption) aan de Rue de l'Église heeft een romaanse toeren uit de 12e eeuw. Het kerkschip in neogotische stijl is uit 1864.
- De Ferme du Prieuré (Priorijhoeve) heeft een oude geschiedenis. In de 7de of 8ste eeuw werd er een abdij opgericht. In 1149 werd die een priorij Prieuré Saint-Sévère die werd opgeheven in 1717 en werd het gewone hoeve. Er blijven nog meerdere sporen van het religieus verleden bewaard zoals de oude steen met wapenschild boven de koetspoort met de bijna onleesbare inscriptie ‘Numinis Ope’. Dat is het devies van Oger de Loncin, abt van Saint-Laurentabdij (1586-1633). Vooraan rechts is het gedeelte in natuursteen de voormalige romaanse kapel die omgevormd werd tot schuur.
- De Moulin de Meeffe is een voormalige bovenslagmolen op de Ruisseau de Meeffe.

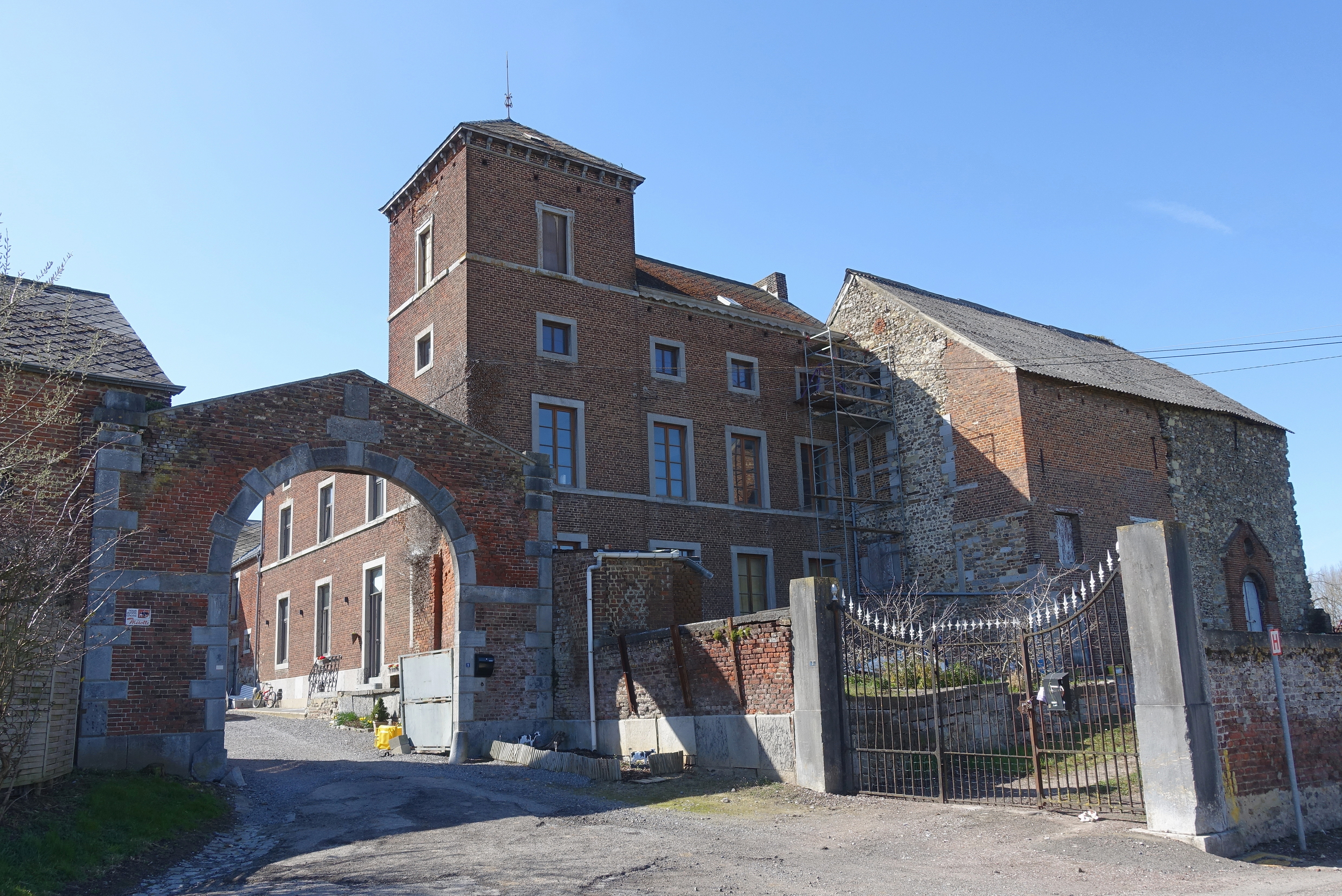
Ferme du Prieuré
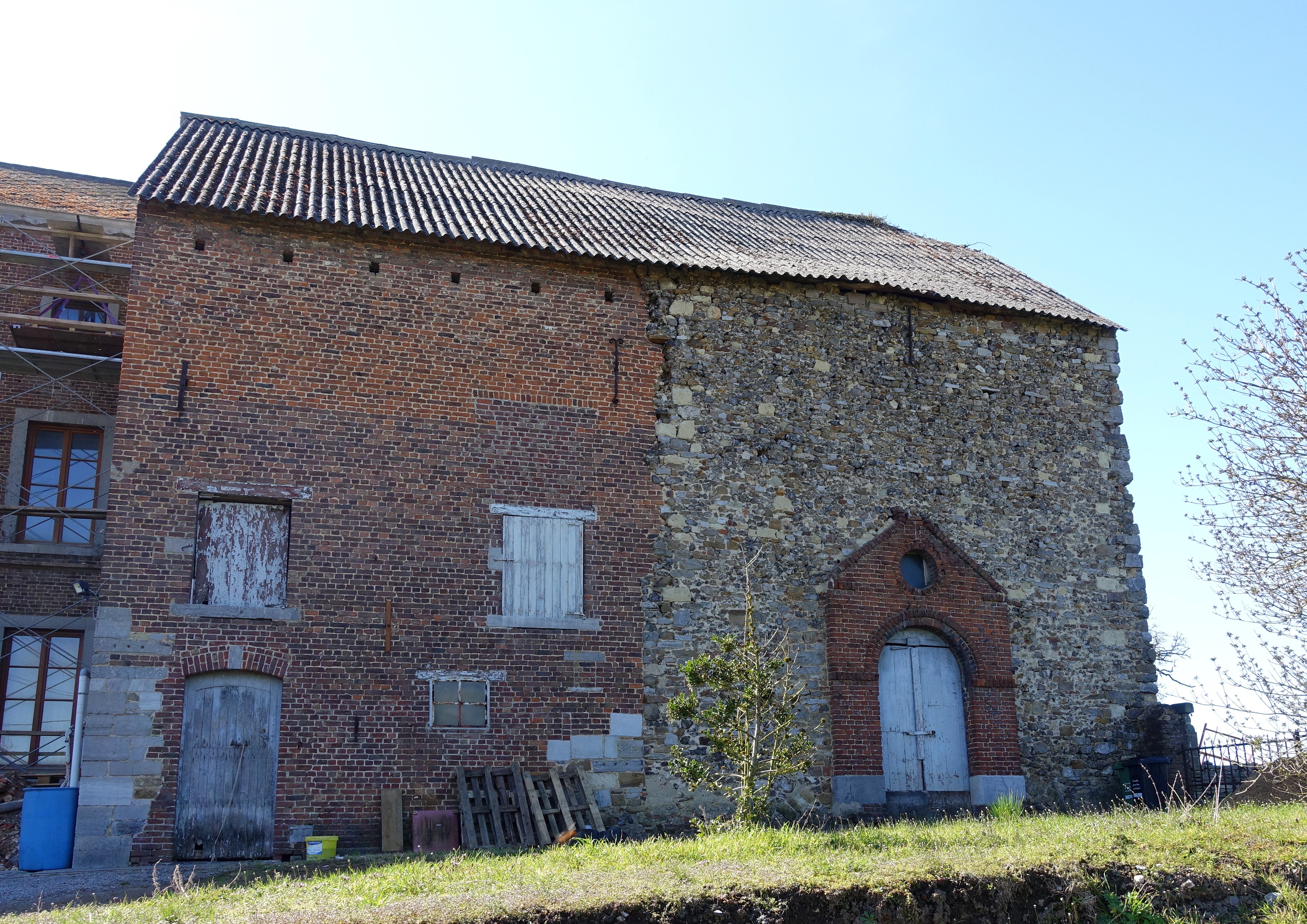
Vroegere kapel nu schuur van de Ferme du Prieuré

## Natuur en landschap
Meeffe ligt aan de Ruisseau de Meeffe die uitmondt in de Mehaigne. De hoogte aan de kerk bedraagt 136 meter.

## Demografische ontwikkeling
- Bronnen:NIS, Opm:1831 tot en met 1970=volkstellingen, 1976= inwoneraantal op 31 december

## Nabijgelegen kernen
Wasseiges, Hemptinne, Seron, Acosse, Avin